# Łosinyj
Łosinyj (ros. Лосиный) – osiedle w Rosji, w obwodzie swierdłowskim, w okręgu miejskim Bieriozowskiego. W 2010 liczyło 2355 mieszkańców.